# NGC 5011C
NGC 5011C is een lensvormig sterrenstelsel in het sterrenbeeld Centaur. Het hemelobject werd op 3 juni 1834 ontdekt door de Engelse astronoom John Herschel.

## Synoniemen
- NGC 5011C
- ESO 269-68
- DCL 531
- FAIR 464
- PGC 45917